# Ebosia falcata
Ebosia falcata là một loài cá biển thuộc chi Ebosia trong họ Cá mù làn. Loài này được mô tả lần đầu tiên vào năm 1978.

## Từ nguyên
Tính từ định danh falcata trong tiếng Latinh có nghĩa là “có hình lưỡi liềm”, hàm ý đề cập đến xương đỉnh đầu thuôn dài của cá đực trưởng thành thuộc loài này.

## Phân bố
E. falcata có phân bố tập trung ở Ấn Độ Dương, được ghi nhận ngoài khơi Somalia, Pakistan, bờ tây Ấn Độ và bờ biển Andaman thuộc Thái Lan, độ sâu khoảng 47–243 m.

## Mô tả
Chiều dài chuẩn lớn nhất được ghi nhận ở E. falcata là 12 cm. Chúng có màu đỏ nhạt, một đốm phía trên gốc vây ngực và các đốm trên màng vây ngực tương đối lớn. Cá đực có vây lưng, vây hậu môn và vây đuôi (gọi chung là vây giữa) màu vàng nhạt, vây ngực vàng tươi hơn.
Số gai ở vây lưng: 13; Số tia vây ở vây lưng: 9–10; Số gai ở vây hậu môn: 3; Số tia vây ở vây hậu môn: 8–9; Số tia vây ngực: 16–18.